# Klitmøller
Klitmøller är en ort i Thisteds kommun i Nordjylland i Danmark med omkring 1 100 invånare. 
Klitmøller var en viktig ort i skuthandeln mellan Jylland och södra Norge fram till andra hälften av 1800-talet.

## Klitmøller Redningsstation
Klitmøller Redningsstation inrättades 1847 som en raketapparatstation som en av Danmarks äldsta sjöräddningsstationer efter att Frimurarlogen i Köpenhamn skänkt en raketapparat. År 1860 blev den också em båtstation. Båthuset, som tillkom 1861 och flyttades och ombyggdes 1915 och revs 1937. Det nya båthuset fungerar idag revs efter renovering som församlingshus för Klitmøllers församling.
Klitmøllers första räddningsbåt byggdes i Köpenhamn 1861. Den överfördes 1866 till Tversted Redningsstation och ersattes av en ny, självresande, båt. Denna ersattes 1880 av en lättare båt, som byggdes av Orlogsværftet i Köpenhamn. År 1895 ersattes denna av en ny båt, vilken 1916 kompletterades med en motorräddningsbåt, varvid den äldre roddbåten avvecklades 1918.
Den sista räddningsbåten i Klintemøller var den lokalt byggda MRB 30 från 1962.
Stationen lades helt ned 1979, och dess ansvarsområde övertogs av Hanstholm Redningsstation i Hanstholm. Mellan 1852 och 1954 gjorde den 57 utryckningar, varvid 543 människor räddades.